# 第2號弦樂六重奏 (布拉姆斯)
G大調第2號弦樂六重奏，作品36，约翰内斯·勃拉姆斯作於1864年至1865年間的室內樂作品。1866年10月11日在美國波士頓首演，次月轉往苏黎世演出。1867年2月3日，在維也納首次演出。
大部分的寫作工作，都在巴登-巴登附近的里希田塔爾完成。至1864年夏天為止，布拉姆斯已完成了此曲的前三個樂章，第四樂章則在一年之後才終於完筆。布拉姆斯本欲將作品交由里特-比德曼（Rieter-Biedermann）出版，不過對方並無回覆。之後，布拉姆斯轉往布赖特科普夫与黑特尔音乐出版社，後者則出於商業上的考慮，最終婉拒了提案，曲譜遂改由西姆羅克出版。西姆羅克亦是第1號弦樂六重奏的出版商。
據傳記作者卡爾·蓋林格所述，布拉姆斯在第一樂章使用了一個姓名動機，藉以表達他對西博爾德的阿加特（Agathe von Siebold）的仰慕之情。上述說法也由作家馬克斯·卡爾貝克所贊同。總歸來說，這首六重奏似乎是在相當低調的狀況下完成的，作曲家的知己好友约瑟夫·约阿希姆並不知情，克拉拉·舒曼則幸運佔得先機。在1865年1月1日的信上，她說：「多麼美妙的作品啊，竟然沒有人知道！」

## 分析
由二把小提琴、二把中提琴及二把大提琴演出，共四個樂章：
1. 不甚快的快板（Allegro non troppo）
2. 詼諧曲–不甚快的快板–戲諧的急板（Scherzo–Allegro non troppo–Presto giocoso）
3. 慢板（Adagio）
4. 甚快板（Poco allegro）

其中，第一樂章的開始具有豐富的聲響，和聲工於設計，演奏上也頗具挑戰。

## 衍生作品
- 布拉姆斯自己另作了鋼琴四手聯彈的改編。
- 特奧多爾·基希納（德语：Theodor Kirchner）將此曲改編為鋼琴三重奏版本，由西姆羅克出版。[4]
- 瑞典大提琴家、作曲家库特·阿特伯格將此曲改編為弦樂團版本（1939年）。[5]此一改編由BIS唱片錄製出版（CD-1504，2007年）。

## 其他
- 此曲第一樂章被使用於電影《冷餐（英语：Buffet froid）》（1979年）當中。
- 1987年10月23日，阿瑪迪斯四重奏團（德语：Amadeus-Quartett）在巴黎喜歌劇院做紀念演出，哀悼該團中提琴手彼得·席多夫（英语：Peter Schidlof）辭世。是次演出由阿瑪迪斯四重奏團的三位團員，以及阿班·貝爾格四重奏團的三位團員共同完成。EMI發行了此場演出的實況錄音（cat. 7 49747 2）。[6]

## 外部連結
- 布拉姆斯第2號弦樂六重奏：国际乐谱典藏计划上的乐谱